# Gesetz, die Handelskammern betreffend (Großherzogtum Hessen)

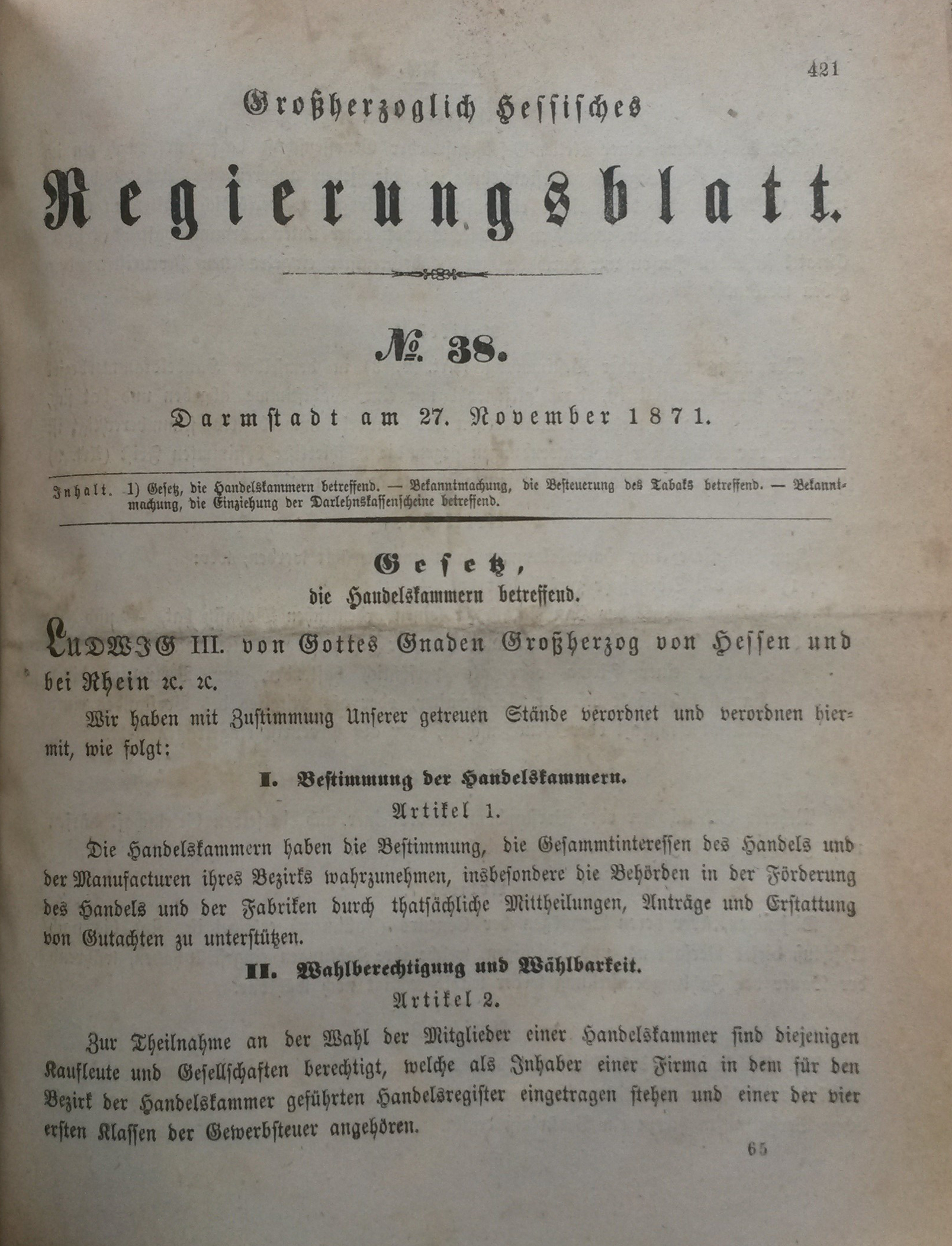
Veröffentlichung des Gesetzes im Großherzoglich Hessischen Regierungsblatt

Das Gesetz, die Handelskammern betreffend aus dem Jahr 1871 war im Großherzogtum Hessen über 30 Jahre lang die Rechtsgrundlage für die Handelskammern des Großherzogtums.
Im Großherzogtum Hessen entstanden relativ früh Handelskammern. Die Handelskammer Mainz war bereits 1802 in der Franzosenzeit entstanden und bildete das Vorbild für die Handelskammer Offenbach (1821) und die Kammern in Worms, Bingen und Darmstadt.
Diese Kammern waren jeweils durch einzelne großherzogliche Verordnungen ins Leben gerufen worden. Eine Regelung für das ganze Großherzogtum bestand nicht. Im März 1869 legten die beiden liberalen Abgeordneten Georg Oechsner und Alexis Dumont der zweiten Kammer der Landstände des Großherzogtums Hessen den Antrag vor, die Regierung des Großherzogtums Hessen möge ein Handelskammergesetz für das ganze Großherzogtum erlassen. Kern des Gesetzes sollte ein Wahlrecht für die Kammermitglieder sein, nachdem alle Kaufleute und Gewerbetreibende der ersten vier Klassen des Gewerbesteuergesetzes vom 4. Dezember 1860 das Wahlrecht erhalten sollten. Die zweite Kammer stimmte der Vorlage mit Mehrheit zu, riet jedoch dazu, die Verabschiedung des preußischen Handelskammergesetzes von 1870 abzuwarten.
Die Regierung griff die Vorlage auf und stimmte sich nach Verabschiedung des preußischen Gesetzes mit den Präsidenten der Kammern in Mainz, Offenbach und Worms ab. Danach legte sie am 22. September 1871 eine Vorlage dem Parlament vor, die weitgehend dem preußischen Vorbild folgte. Das Wahlrecht folgte den liberalen Vorschlägen. Lediglich Details des Wahlverfahrens (§§ 9 ff.) wurden kritisch diskutiert: Bei neu zu errichtenden Kammern (in der Provinz Oberhessen bestanden keine) sollte nach dem Regierungsentwurf ein Regierungsbeamter die konstituierende Wahl leiten. Konservative Abgeordnete forderten, dass alle Wahlen durch Regierungsbeamte geleitet werden würden, liberale Abgeordnete, dass alle Wahlen durch die Kammern autonom organisiert werden sollten. Letztlich fand der Regierungsentwurf eine Mehrheit.
Am 22. September 1871 stimmte die zweite Kammer dem Gesetz zu. Nach Zustimmung der ersten Kammer unterzeichnete Großherzog Ludwig III. das Gesetz am 17. November 1871 und setzte es damit in Kraft.
In der Folge wurde 1872 die Handelskammer Gießen gebildet.

## Nachweise
1. ↑  Industrie- und Handelskammer Darmstadt. In: www.darmstadt-stadtlexikon.de. Abgerufen am 25. Oktober 2016.